# Universidad Estatal Shota Rustaveli
Universidad Estatal Shota Rustaveli (en idioma georgiano:ბათუმის შოთა რუსთაველის სახელობის სახელმწიფო უნივერსიტეტი) es una universidad de educación superior en Batumi, capital de la República Autónoma Ayaria, en Georgia. Lleva el nombre del poeta georgiano medieval Shota Rustaveli.

## Historia
El establecimiento y desarrollo del sistema educativo en Adjara fue un esfuerzo de larga data de la comunidad georgiana. En 1893 se planteó la cuestión de abrir un gimnasio para niños en Batumi. Del 26 al 27 de junio de 1893, el municipio de la ciudad otorgó un área de terreno de 2 623 95 m² para el Gimnasio de Niños en la costa. El proyecto fue diseñado por un ingeniero militar Sedelnikov. El primer piso del edificio se asignó un gimnasio, mientras que el segundo piso contenía la iglesia, el salón de actos, ocho aulas, aula de arte, sala de estudio de física, laboratorio y una biblioteca. El gimnasio para niños comenzó a funcionar en julio de 1897. El 26 de septiembre de 1900 también fue posible abrir un gimnasio femenino. Más tarde, en 1923, se fundó un Instituto Pedagógico en el edificio del antiguo Gimnasio para Mujeres (actual Escuela Pública n.º 2) que luego se convirtió en un colegio pedagógico. Se utiliza para preparar la primera etapa de los maestros de escuela.
En el edificio del gimnasio de niños en 1935, se abrió un Instituto de Maestros de 2 años de estudio, con 4 facultades: Lengua y literatura georgianas, Física y matemáticas, Historia, Ciencias naturales y Geografía. A esto se agregó la facultad de Educación Física en 1936 y una facultad de Lengua y Literatura Rusa en 1938. En 1938 el Instituto recibió el nombre de Shota Rustaveli. El primer director del Instituto de Maestros fue Khusein Nakaidze. Se prestó una importante asistencia al Instituto para proporcionar personal científico a otras instituciones de educación superior de Georgia, en primer lugar, la Universidad Estatal de Tiflis. Los siguientes representantes destacados de la academia georgiana llevaron a cabo fructíferas actividades dentro de los muros de la Universidad Estatal Batumi Shota Rustaveli (en ese entonces Instituto de Maestros): Giorgi Akhvlediani, Giorgi Tsereteli, Iase Tsintsadze, Sargis Kakabadze, Simon Kaukhchishvili, Giorgi Tavzishvili, Razhden Khutsishvili, Dimitri Gedevanishvili, Giorgi Javakhishvili, Vukol Beridze, Shota Dzidziguri y otros. También es debido a ellos que la recién establecida institución superior pronto se ganó la reputación —se formó un sistema de actividades de enseñanza e investigación y la preparación del personal académico local comenzó a funcionar—. Para 1943 ya había 5 candidatos de ciencias en el Instituto. En julio de 1935 se crearon los cursos preparatorios que fomentaron especialmente la atracción de los solicitantes de secundaria de las tierras altas de Adjara. Según las estadísticas, 600 estudiantes que abandonaron la escuela presentaron solicitudes al Instituto en el primer año; 219 aspirantes fueron admitidos en el Instituto.

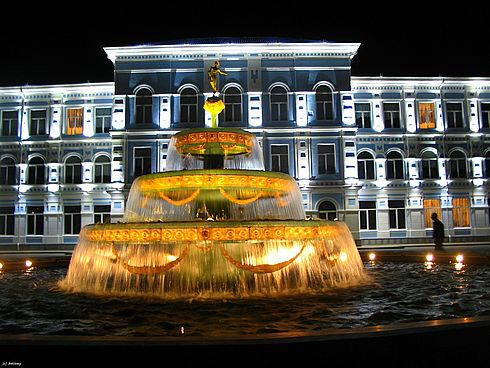
Universidad Estatal Shota Rustaveli

En junio de 1945, se fundó un Instituto Pedagógico sobre la base del Instituto de Maestros de Batumi, que fue seguido por un proceso de reconstrucción y mejora de las instalaciones y el equipo. En 1956 el edificio reformado entró en utilización. Sin embargo, no fue suficiente para el crecimiento del Instituto y en 1977 se inició la construcción de un nuevo edificio de cinco pisos que se terminó en 1982. El colapso del Imperio soviético y la lucha por la independencia de Georgia hicieron posible el deseo del gran Ivane Javakhishvili que dijo: «Si va a haber otra universidad en Georgia, debería ser en Batumi». Por la Decisión n.º 453, de 3 de septiembre de 1990, del Gabinete de Ministerios de la Universidad Estatal de Batumi de Georgia se estableció la base del Instituto Pedagógico de Batumi. Después de esta transformación, aparte de las cátedras de profesores especiales, comenzaron a funcionar nueve cátedras universitarias en la institución de educación superior. El número de especialidades aumentó: se crearon las facultades de derecho, economía y medicina. Como resultado de la reforma educativa en el país, la universidad se transfirió a una enseñanza de dos ciclos: se crearon niveles de licenciatura y maestría. Los estudios de posgrado también funcionaban para ciertas especialidades.